# إمارة الشارقة
إمارة الشارقة هي إحدى الإمارات السبع التي تُشكل دولة الإمارات العربية المتحدة، وتعد ثالث أكبر إمارة من حيث المساحة في الدولة والتي تغطي 2,590 كيلومترًا مربعًا، ويبلغ عدد سكانها حوالي 1.8 مليون نسمة (2022م). وتتكون إمارة الشارقة من 9 مدن ومناطق إدارية وهي الشارقة وخورفكان وكلباء والذيد ودبا الحصن والحمرية ومليحة والمدام والبطائح، الإمارة ملكية مطلقة تحت حكم القواسم والذي يعود للعام 1600م ويحكمها حالياً الشيخ سلطان بن محمد القاسمي منذ عام 1972م.

## تاريخ
تشير أعمال التنقيب عن الآثار التي تمت في جبل الفاية بالشارقة إلى أن أول أثر للحياة البشرية في هذه المنطقة يعود إلى 85 عاماً قبل الميلاد، وكشفت الحفريات أنه قبل 7000 عام كانت هناك جماعات من البدو الرحل تقوم بالصيد والرعي في الشارقة.

### الأسرة الحاكمة
1. رحمة بن مطر القاسمي (1751-1760)
2. راشد بن مطر القاسمي (1760-1777)
3. صقر بن راشد القاسمي (1777-1803)
4. سلطان الأول بن صقر القاسمي (1803-1809)
5. حسن بن رحمة القاسمي (1809-1813)
6. سلطان الأول بن صقر القاسمي (1813-1866)
7. خالد بن سلطان القاسمي (1866-1868)
8. سالم بن سلطان القاسمي (1868-1883)
9. صقر بن خالد القاسمي (1883-1914)
10. خالد بن أحمد القاسمي (1914-1924)
11. سلطان الثاني بن صقر القاسمي (1924-1951)
12. صقر بن سلطان القاسمي (1951-1965)
13. خالد بن محمد القاسمي (1965-1972)
14. سلطان بن محمد القاسمي (1972-حتى الآن)

## الجغرافيا
تقع الشارقة في وسط دولة الإمارات ضمن الإمارات الشمالية، بمساحة 2,590 كيلو متر مربع وبما يعادل 3.3% من مجموع مساحة دولة الإمارات، وتتميز بأن لها حدود مع كافة الإمارات الأخرى وتمتلك أيضاً حدودُا مع سلطنة عمان، وهي الإمارة الوحيدة التي تطل بسواحلها على الخليج العربي من الغرب وخليج عمان من الشرق، ويبلغ طول ساحلها على الخليج العربي حوالي 20 كيلومترا، ومن الداخل حوالي 80 كيلومترا لجهة خليج عمان.
تضم الشارقة مساحات صحراوية شاسعة تتميز بكثبانها الرملية ومنها منطقة البداير، وبعض المناطق الزراعية، إضافة للجزر ومنها صير بو نعير وأبو موسى، والشواطئ العديدة، وتستأثر الشارقة بالحصة الأكبر من المحميات الطبيعية في دولة الإمارات، بدءً بالشواطئ والسبخات ومحميات أشجار القرم، وصولاً إلى غابات الأكاسيا وبساتين النخيل.
تغطي السهول الرملية على ساحل الإمارة، حيث يمتد السهل الرملي من الساحل الغربي حتى المنطقة الحصوية الداخل، ويمتد إلى أن يصل جبل هجر، أما من ناحية الشرق فيقع سهل ساحلي يمتد حتى جبال هجر وهو خصب نوعا ما.

### ملحقات الشارقة
تقسم إمارة الشارقة إدارياً إلى (9) مدن ومناطق، وهي:
- مدينة الشارقة وتعتبر عاصمة الإمارة
- مدينة خورفكان
- مدينة كلباء
- مدينة دبا الحصن
- منطقة الحمرية
- مدينة الذيد
- منطقة مليحة
- منطقة المدام
- منطقة البطائح

## السكان
أظهرت النتائج الأولية لـ "تعداد الشارقة 2022" أن إجمالي عدد سكان إمارة الشارقة بلغ نحو 1.8 مليون نسمة (منهم 208 آلاف مواطن إماراتي و1.6 مليون من جنسيات أخرى) 61% منهم قوة عاملة نشطة في مختلف القطاعات، وبلغ عدد الذكور المواطنين 103 آلاف و1.1 مليون غير مواطن، في حين بلغ عدد الإناث المواطنات 105 آلاف و500 ألف من غير المواطنات، من ما يسجل زيادة في عدد سكان الإمارة بنسبة 22% عن تعداد 2015، حيث بلغ عدد سكان الإمارة فيه 1.4 مليون نسمة، الأمر الذي يعكس النمو الاقتصادي المستمر والجذب الاستثماري للإمارة، التي زادت قوتها العاملة بنسبة 22% من 856 ألف نسمة في 2015 إلى 1.1 مليون نسمة في 2022.
وتصدَّرت الفئة العمرية من 20 إلى 39 عاماً تعداد سكان الشارقة، إذ بلغ عدد أفرادها 914 ألفاً بنسبة 51% من إجمالي عدد السكان، يليهم سكان الفئة العمرية من 40 إلى 59 عاماً بـ 443 ألفاً ونسبة 24%، ثم الفئة العمرية من 0-19 عاماً، التي بلغت 399 آلاف بنسبة 22%، وأخيراً فئة ما فوق 60 عاماً بواقع 55 ألف نسمة، بنسبة 3% من إجمالي السكان.
وأظهر التوزيع الجغرافي للسكان أن مدينة الشارقة تضم أكبر عدد من السكان بـ 1.6 مليون نسمة، تليها خورفكان بـ 53 ألفاً، ثم كلباء بـ 51 ألفاً، ثم الذيد بـ 33 ألفاً، تليها الحمرية بـ 19 ألفاً، ثم المدام بـ 18 ألفاً، وبلغ عدد سكان دبا الحصن 15 ألفاً، والبطائح 7 آلاف نسمة، وأخيراً مليحة بـ 6 آلاف نسمة، وتعكس هذه النتائج حالة النمو المستمر الذي تشهده الشارقة في عدد سكانها وطلابها وقوتها العاملة، كما تبرز دور الإمارة في تحقيق التنوع والانفتاح والاندماج لجنسيات مختلفة تسكن أرضها وتشارك في بناء مستقبلها.
كما أوضحت نتائج التعداد أن عدد الوحدات المشغولة للسكن في إمارة الشارقة بلغ 244 ألف وحدة، توزعت في 63 ألف منزل، و7 آلاف عمارة، و38 ألفاً من الأنواع الأخرى من المباني، وبلغ عدد الأسر المعيشية في الإمارة 340 ألف أسرة منها 42 ألف أسرة إماراتية و245 ألف أسرة غير إماراتية، كما بلغ عدد الأسر الجماعية 53 ألف أسرة، وتدل هذه الأرقام على النمو العمراني والسكاني لإمارة الشارقة، التي توفر مساكن متنوعة ومناسبة لجميع شرائح المجتمع والتنوع الثقافي والاجتماعي للإمارة، وتضم أسراً من مختلف الجنسيات والخلفيات، كما تعكس أيضاً التزام إمارة الشارقة بتحسين جودة الحياة لسكانها.

## الإقتصاد
تمتلك الإمارات العربية المتحدة أحد أكثر الاقتصادات تنوعاً في منطقة الخليج، وتعتبر الشارقة العاصمة الثقافية للبلاد ومركز ثقلها الصناعي والتعليمي، وتكمن قوة الشارقة كبيئة استثمارية جاذبة في التنوع الاقتصادي الواسع الذي يميز قطاعات التصنيع والإنتاج والخدمات فيها، وشهدت الإمارة نمواً مركباً مستداماً في إجمالي الناتج المحلي بنسبة 11٪ على مدى السنوات العشر الماضية.
وتشير الدراسات الصادرة من دائرة الإحصاء والتنمية المجتمعية بالشارقة إلى أن اقتصاد الشارقة حقق نمواً نوعياً على مستوى الناتج المحلي الإجمالي ونسبة مساهمة القطاعات الإنتاجية غير النفطية، حيث بلغت نسبة نمو الناتج المحلي الإجمالي 4.8% في العام 2021م، وتشير التقديرات الأولية إلى أن الناتج المحلي الإجمالي للشارقة في 2022 قد نما بنسبة 5.2 بالمئة، ليصل إلى 136.9 مليار درهم مقارنةً بـ 130.1 مليار درهم في عام 2021، وسجل القطاع غير النفطي زيادة بنسبة 5.2 بالمئة، ليصل الإجمالي إلى 133.4 مليار درهم في عام 2022 مقارنةً بـ 126.8 مليار درهم في عام 2021، مع توقع وصول الناتج المحلي الكلي لإمارة الشارقة إلى 140 مليار درهم بنهاية عام 2023م والتي تضم 72,000 رخصة أعمال تؤثر بشكل إيجابي في نموها الاقتصادي،
وفي مطلع عام 2024م اعتمد حاكم الشارقة الموازنة العامة للإمارة بنحو 40,832 مليار درهم والتي تعد الأكبر في تاريخ الإمارة، وتهدف إلى تحقيق الاستدامة المالية وضمان العيش الكريم والرفاهية الاجتماعية وضمان الأمن والأمان الاجتماعي واستدامة موارد الطاقة والمياه والغذاء.
وتمتلك الإمارة مطار الشارقة الدولي الذي استوعب 13 مليون مسافر عام 2022م وجاري العمل على رفع طاقته الاستيعابية إلى 20 مليوناً، وهو المقر الرسمي لشركة العربية للطيران والتي تعتبر أول شركة طيران اقتصادي في منطقة الشرق الأوسط وشمال أفريقيا، كما لدى الإمارة ثلاثة موانئ و6 مناطق حرة، وتضم الشارقة أكثر من 28 منطقة صناعية تستحوذ من خلالها على أكثر من 48% من الناتج الصناعي لدولة الإمارات العربية المتحدة.
ويعد مركز إكسبو الشارقة من أشهر مراكز المعارض التجارية في المنطقة، ويستضيف عدة فعاليات معروفة تهم كلاً من الشركات والمستهلكين، ومنها معرض الشارقة الدولي للكتاب والذي يعتبر أكبر معرض للكتاب على مستوى العالم.
وأنشئت الشارقة العديد من المؤسسات المتخصصة بهدف دفع عجلة الاقتصاد وتحفيز نمو الاعمال منها: غرفة تجارة وصناعة الشارقة ودائرة التنمية الاقتصادية ومركز الشارقة لريادة الأعمال "شراع" ومؤسسة الشارقة لدعم المشاريع الريادية "رواد" ومكتب الشارقة للاستثمار الأجنبي المباشر ومجلس سيدات أعمال الشارقة.

## الثقافة
انطلق مشروع الشارقة الثقافي منذ إعلان صاحب السمو الشيخ الدكتور سلطان بن محمد القاسمي حاكم الشارقة وعضو المجلس الأعلى لدولة الإمارات العربية المتحدة عن ثورته الثقافية في العام 1979م بمقولته الشهيرة “آن الأوان لوقف ثورة الكونكريت في الدولة.. لتحل محلها ثورة الثقافة"، لتشهدت الشارقة عبر السنين نمواً وتطوراً ملحوظاً لتصبح مركزاً مهماً للثقافة والفنون وقِبلة الكتاب والأدباء والمثقفين من مختلف بقاع المعمورة.
أعلنت اليونسكو الشارقة "عاصمة الثقافة العربية" لعام 1998، واختارتها المنظمة الإسلامية للتربية والعلوم والثقافة عام 2014 عاصمة للثقافة الإسلامية، وفي 2015م نالت الشارقة لقب عاصمة السياحة العربية. كما اختيرت الشارقة عاصمة للصحافة العربية لعام 2016، وعاصمة عالمية للكتاب لعام 2019.
تضمّ الشارقة نحو ربع مجموع المتاحف في الإمارات، وعدداً كبيراً من الشواهد والإنجازات الثقافية منها معرض الشارقة الدولي للكتاب (أحد أكبر معارض الكتب على مستوى العالم)، وبينالي الشارقة الذي يصنّف ضمن أهم الفعاليات الفنية بالمنطقة منذ عام 1993م، كما تحتضن الشارقة المقر الدائم للاتحاد العام للأدباء والكُتّاب العرب، وتنظم أيضاً العديد من الفعاليات المتخصصة بالمسرح والفنون والثقافة والشعر والتراث، وأطلقت الإمارة مبادرة إنشاء بيوت الشعر بالوطن العربي، اختيرت إمارة الشارقة ضيف شرف لكبرى معارض الكتاب العالمية.
ولدى الشارقة العديد من المعالم الثقافية والمعرفية الكبرى، ومنها: قلب الشارقة والمدينة الجامعية (وبها ما يصل إلى 22 مؤسسة تعليمية) ودارة الدكتور سلطان القاسمي وبيت الحكمة ومسرح المجاز ومدرج خورفكان ومجمع القرآن الكريم والبرلمان العربي للطفل واتحاد كُتّاب وأدباء الإمارات.

## التعليم
تعتبر إمارة الشارقة من أولى الامارات التي عرفت التعليم إذ بدأ في مطلع القرن العشرين عام 1900م بداية بنظام الكتاتيب، وفي عام 1907م أنشئت أول مدرسة على مستوى دولة الإمارات على يد التاجر الشيخ علي المحمود التميمي وكان مديرها آنذاك الشيخ عبدالكريم علي البكري وهي مدرسة "التيمية" أو "التيمية المحمودية" وقد سميت فيما بعد بمدرسة "الإصلاح"، وبقي الحال على ذلك حتى كان عام 1953م عندما طلب حاكم الشارقة آنذاك من حكومة الكويت إرسال بعثة تعليم للشارقة لافتتاح مدرسة سميت بالمدرسة القاسمية ويعتبر بداية دخول عصر التعليم النظامي الحديث في إمارة الشارقة.
وافتتحت في الإمارة مكتبة التيمية كأول مكتبة في الدولة عام 1933م، وأصبحت الشارقة أول إمارة توفر التعليم للمرأة عام 1942م، وفي عام 1962م ساهمت دولة الكويت في افتتاح مدرسة أسماء الابتدائية، فيما ساهمت دولة قطر في افتتاح مدرستي العروبة وعلي بن أبي طالب، وفي عام 1968م أنشأت الكويت مدرسة عبد الله السالم وتعتبر هذه المدرسة آخر ما ساهمت به الكويت في مجال التعليم في الشارقة.
ومع قيام اتحاد دولة الإمارات العربية المتحدة صباح يوم الثاني من ديسمبر عام 1971م وتحديداً في اليوم التاسع من ديسمبر تم تشكيل أول مجلس للوزراء ونصب صاحب السمو الشيخ الدكتور سلطان بن محمد القاسمي يومها وزيراً للتربية والتعليم.
وأظهر نتائج "تعداد الشارقة 2022" ارتفاع عدد الملتحقين بالتعليم من 253 ألفاً عام 2015م إلى 310 آلاف طالب بنسبة 23% ما يدل على التزام الإمارة بتحسين جودة التعليم وتوفير فرص التعلم لجميع شرائح المجتمع، ومنهم 249 ألفاً في التعليم الخاص و61 ألفاً في التعليم الحكومي.
ويصل عدد المدارس الحكومية في الشارقة إلى 99 مدرسة بجانب 130 مدرسة خاصة وبها 134 روضة أطفال و80 مركزاً للتدريب والتعليم، وتشكّل هيئة الشارقة للتعليم الخاص التي أُنشئت عام 2018م أبرز مظاهر التطوير التي أحدثت نقلة نوعية في التعليم؛ إذ إنها تمثل السلطة المحلية المختصة بتنظيم شؤون المؤسسات التعليمية الخاصة ومتابعتها والإشراف عليها.
وعلى مستوى التعليم العالي اطلقت الشارقة عام 1998م نواة المدينة الجامعية لتصبح اليوم واحدة من أكبر المدن الجامعية في العالم بمساحة تصل إلى 15 كيلومتر مربع ويدرس فيها أكثر من 30,000 طالب، وتشمل المدينة الجامعية على 22 مؤسسة تعليمية تشمل مختلف المجالات العلمية والتكنولوجية والتربوية، حيث فيها جامعة الشارقة والجامعة الأمريكية في الشارقة والجامعة القاسمية وأكاديمية العلوم الشرطية بالشارقة وأكاديمية الشارقة لعلوم وتكنلوجيا الفضاء وأكاديمية الشارقة للتعليم وأكاديمية الشارقة للفنون الأدائية والمركز الإقليمي للتخطيط التربوي والمركز التربوي للغة العربية لدول الخليج ودارة الدكتور سلطان القاسمي وكليات التقنية العليا وكلية الأفق الجامعية ومجمع الشارقة للبحوث والتكنولوجيا والابتكار ومجمع الشارقة للقرآن الكريم ومجمع اللغة العربية بالشارقة ومركز التراث العربي ومركز المنظمات الدولية للتراث الثقافي ومعهد الشارقة للتراث ومعهد التدريب والدراسات القضائية ومستشفى الجامعة بالشارقة وبها 5 نصب تذكارية مميزة.
كما وتضم الإمارة عدة جامعات جديدة منها جامعة خورفكان وجامعة كلباء والأكاديمية العربية للعلوم والتكنولوجيا والنقل البحري، وأيضاً من المتوقع افتتاح جامعة الذيد خلال عام 2024م وستضم كلية الزراعة ودراسة الحيوانات وكلية البيطرة ومركز علوم الصحراء ومركز دراسة البيئة.

## السياحة
تزخر الشارقة بالمعالم السياحية والمواقع الفنية والأثرية والأسواق التقليدية ومراكز التسوق الفاخرة، كما وتنظم العديد من المهرجانات والفعاليات التي تستقطب العائلات ورجال الأعمال والطلاب والسياح في مختلف المجالات، ويمكن القيام بالعديد من الأنشطة السياحية منها حافلة الجولات السياحية وارتياد الشواطئ والتجديف والقيادة بين الكثبان الرملية العملاقة والدراجات الرباعية والتزلج على الرمال وركوب الدراجات الجبلية والتخييم والابحار ورحلات مراكب الدهو الشراعية والغوص والغطس الحر والصيد في أعماق البحر وممارسة مختلف الرياضات ومنها الجولف والرماية والفروسية والتزلج والرياضات المائية.
وتضم الشارقة ما يصل إلى 100 منشأة فندقية وبمجموع 7,702 غرفة فندقية منها 11 منشأة من فئة الخمس نجوم و22 من فئة الأربعة نجوم، وبلغ عدد نزلاء قطاع الفنادق في العام 2022م 1.4 مليون نزيل فندقي حققت الإمارة من خلاله على 527 مليون درهم من إيرادات قطاعي الفنادق والضيافة.

### أبرز المعالم السياحية:
- بحيرة خالد
- واجهة المجاز المائية
- جزيرة النور
- مسرح المجاز
- حدائق المنتزه وبيت الفراشات
- جزيرة العلم
- القصباء
- الغرفة الماطرة
- شاطئ الحيرة
- الطبق الطائر
- بيت الحكمة
- منطقة الجادة والممشى
- الحديقة النباتية الإسلامية
- مزرعة الأطفال
- نادي الشارقة للجولف والرماية
- نادي الشارقة للفروسية والرماية
- سفاري الشارقة
- القرية المدفونة
- سد الرفيصة
- وادي شيص
- مدرج خورفكان
- شاطئ خورفكان
- نصب المقاومة
- برج الساعة بمدينة كلباء

### أبرز المتاحف والمراكز العلمية:
- متحف الشارقة للفنون
- متحف الشارقة للخط
- متحف الشارقة العلمي
- متحف الشارقة للآثار
- متحف المحطة
- متحف الشارقة للسيارات القديمة
- متحف الشارقة للحضارة الإسلامية
- حصن الشارقة
- بيت النابودة
- متحف الشارقة البحري
- مربى الشارقة للأحياء المائية
- مركز الشارقة للاستكشاف
- متحف الشارقة للتراث
- مركز حيوانات شبة الجزيرة العربية
- متحف الشارقة للتاريخ الطبيعي والنباتي
- مركز مليحة للآثار
- حصن الذيد
- بيت الشيخ سعيد بن حمد القاسمي

### أبرز الأسواق:
- سيتي سنتر الزاهية
- مركز صحارى
- زيرو 6
- ميغا مول
- متاجر
- سيتي سنتر الشارقة
- السوق المركزي
- السوق القديم
- سوق الشناصية
- سوق العرصة
- سوق صقر
- سوق الرولة
- سوق الجبيل
- سوق الجمعة

### أبرز المهرجانات والفعاليات:

#### أبرز الفعاليات الثقافية والتعليمية:
- أيام الشارقة المسرحية
- مهرجان الشارقة للشعر النبطي
- مهرجان الفنون الإسلامية
- معرض اقرأ
- منتدى "صون التنوع الحيوي"
- معرض الشارقة الدولي للكتاب

#### أبرز الفعاليات الفنية والتراثية:
- بينالي الشارقة
- أيام الشارقة التراثية
- المهرجان الدولي للتصوير الفوتوغرافي "اكسبوجر"
- منصة الشارقة للأفلام
- مهرجان الشارقة للمسرح الصحراوي
- ترينالي الشارقة للعمارة

#### أبرز الفعاليات في مجال الأعمال:
- مهرجان الشارقة لريادة الأعمال
- معرض الشرق الأوسط للساعات والمجوهرات
- معرض إيكرس العقاري
- ستيل فاب
- معرض الخليج للعطور والجمال

#### الفعاليات العائلية:
- مهرجان أضواء الشارقة
- منتزه الشرطة الصحراوي
- مهرجان ضواحي

#### الفعاليات الرياضية:
- طواف الشارقة الدولي
- مهرجان الشارقة للسيارات القديمة
- دورة الألعاب للأندية العربية للسيدات
- مهرجان صير بونعير
- أسبوع الشارقة للبطولات العالمية
- بطولة العالم لسباقات الزوارق السريعة الفورمولا 1

## تواريخ مهمة
لإمارة الشارقة عدة محطات ولحظات بارزة في تاريخها، منها:
1907م: إنشاء أول مدرسة في الشارقة، وهي المدرسة التيمية المحمودية.
1927م: إنشاء أول صحيفة في الإمارات، تحمل اسم "عُمان" وقام إبراهيم محمد المدفع بتأسيسها.
1927م: إنشاء بلدية الشارقة، وهي أقدم بلدية في الإمارات ودول الخليج العربي.
1932م: إنشاء مطار الشارقة، والذي يعتبر أول مطار في الخليج العربي.
1935م: شهدت الشارقة إنشاء أول مدرسة على مستوى الإمارات وهي الإصلاح.
1942م: الشارقة أول إمارة توفر التعليم للمرأة.
1963م: افتتاح أول مكتب بريد في الشارقة.
1971م: إنضمام إمارة الشارقة إلى اتحاد دولة الإمارات العربية المتحدة.
1972م: أصبح صاحب السمو الشيخ الدكتور سلطان بن محمد القاسمي حاكماً لإمارة الشارقة.
1974م: بدء الإنتاج في حقل مبارك.
1982م: افتتاح ملعب الكريكيت، والذي يعتبر أول ملعب في المنطقة يقوم باستضافة مباريات الكريكيت الدولية.
1987م: افتتاح مسجد الملك فيصل، وهو أكبر مسجد في الإمارة وقتها.
1998م: افتتاح مدينة الشارقة الجامعية.
1998م: نالت الشارقة لقب العاصمة الثقافية للعالم العربي.
2014م: نالت الشارقة لقب العاصمة الثقافية الإسلامية.
2015م: نالت الشارقة لقب العاصمة السياحية العربية.
2015م: نالت الشارقة لقب الشارقة مدينة صحية.
2015م: نالت الشارقة لقب الشارقة صديقة للطفل.
2016م: نالت الشارقة لقب عاصمة الصحافة العربية.
2017م: نالت الشارقة لقب الشارقة مدينة مراعية للسن.
2018م: الشارقة مدينة صديقة لذوي الإعاقة الحركية والبتر.
2019م: نالت الشارقة لقب العاصمة العالمية للكتاب.
2019م: نالت الشارقة لقب مدينة صديقة للأطفال واليافعين.
2019م: الشارقة ضمن شبكة منظمة الأمم المتحدة للتربية والعلم والثقافة (يونيسكو) للمدن المبدعة.

## المناخ
الشارقة لديها مناخ صحراوي حار، مع شتاء دافئ وصيف حار ورطب للغاية. هطول الأمطار منخفض بشكل عام وغير منتظم، ويحدث بشكل كامل تقريبًا في الفترة من نوفمبر إلى مايو، حيث يسقط نحو ثلثي الأمطار السنوية في فبراير ومارس.
| البيانات المناخية لـالشارقة        | البيانات المناخية لـالشارقة | البيانات المناخية لـالشارقة | البيانات المناخية لـالشارقة | البيانات المناخية لـالشارقة | البيانات المناخية لـالشارقة | البيانات المناخية لـالشارقة | البيانات المناخية لـالشارقة | البيانات المناخية لـالشارقة | البيانات المناخية لـالشارقة | البيانات المناخية لـالشارقة | البيانات المناخية لـالشارقة | البيانات المناخية لـالشارقة | البيانات المناخية لـالشارقة |
| الشهر                              | يناير                       | فبراير                      | مارس                        | أبريل                       | مايو                        | يونيو                       | يوليو                       | أغسطس                       | سبتمبر                      | أكتوبر                      | نوفمبر                      | ديسمبر                      | المعدل السنوي               |
| ---------------------------------- | --------------------------- | --------------------------- | --------------------------- | --------------------------- | --------------------------- | --------------------------- | --------------------------- | --------------------------- | --------------------------- | --------------------------- | --------------------------- | --------------------------- | --------------------------- |
| الدرجة القصوى °م (°ف)              | 32.5 (90.5)                 | 34.4 (93.9)                 | 42.1 (107.8)                | 43.2 (109.8)                | 46.4 (115.5)                | 49.2 (120.6)                | 47.8 (118.0)                | 48.2 (118.8)                | 46.0 (114.8)                | 41.4 (106.5)                | 37.2 (99.0)                 | 32.8 (91.0)                 | 49.2 (120.6)                |
| متوسط درجة الحرارة الكبرى °م (°ف)  | 24.2 (75.6)                 | 25.2 (77.4)                 | 28.8 (83.8)                 | 34.0 (93.2)                 | 38.5 (101.3)                | 40.8 (105.4)                | 42.2 (108.0)                | 41.7 (107.1)                | 39.8 (103.6)                | 36.0 (96.8)                 | 30.9 (87.6)                 | 26.2 (79.2)                 | 34.0 (93.3)                 |
| المتوسط اليومي °م (°ف)             | 17.6 (63.7)                 | 18.5 (65.3)                 | 21.5 (70.7)                 | 25.7 (78.3)                 | 29.7 (85.5)                 | 32.1 (89.8)                 | 34.2 (93.6)                 | 33.8 (92.8)                 | 31.2 (88.2)                 | 27.8 (82.0)                 | 23.1 (73.6)                 | 19.4 (66.9)                 | 26.2 (79.2)                 |
| متوسط درجة الحرارة الصغرى °م (°ف)  | 12.1 (53.8)                 | 12.7 (54.9)                 | 15.3 (59.5)                 | 18.3 (64.9)                 | 21.9 (71.4)                 | 24.6 (76.3)                 | 27.5 (81.5)                 | 27.7 (81.9)                 | 24.3 (75.7)                 | 20.6 (69.1)                 | 16.4 (61.5)                 | 13.5 (56.3)                 | 19.6 (67.2)                 |
| أدنى درجة حرارة °م (°ف)            | 3.4 (38.1)                  | 2.5 (36.5)                  | 8.3 (46.9)                  | 10.9 (51.6)                 | 13.0 (55.4)                 | 18.3 (64.9)                 | 21.7 (71.1)                 | 22.2 (72.0)                 | 18.5 (65.3)                 | 13.3 (55.9)                 | 9.2 (48.6)                  | 5.0 (41.0)                  | 2.5 (36.5)                  |
| الهطول مم (إنش)                    | 9.5 (0.37)                  | 34.8 (1.37)                 | 33.0 (1.30)                 | 7.5 (0.30)                  | 1.4 (0.06)                  | 0.0 (0.0)                   | 0.1 (0.00)                  | 0.0 (0.0)                   | 0.0 (0.0)                   | 0.0 (0.0)                   | 5.1 (0.20)                  | 15.5 (0.61)                 | 106.9 (4.21)                |
| متوسط أيام هطول الأمطار (≥ 0.2 mm) | 1.5                         | 3.3                         | 4.0                         | 1.2                         | 0.1                         | 0.0                         | 0.1                         | 0.1                         | 0.0                         | 0.0                         | 0.4                         | 2.0                         | 12.7                        |
| متوسط الرطوبة النسبية (%)          | 69.0                        | 68.0                        | 64.0                        | 56.0                        | 51.0                        | 56.0                        | 54.0                        | 57.0                        | 62.0                        | 64.0                        | 64.0                        | 69.0                        | 61.2                        |
| ساعات سطوع الشمس الشهرية           | 244.9                       | 226.8                       | 257.3                       | 294.0                       | 350.3                       | 348.0                       | 331.7                       | 325.5                       | 306.0                       | 300.7                       | 276.0                       | 244.9                       | 3٬506٫1                     |
| المصدر: NOAA (1977–1991)           |                             |                             |                             |                             |                             |                             |                             |                             |                             |                             |                             |                             |                             |

## مطار الشارقة الدولي
إمارة الشارقة لها مطار دولي تنزل فيه العديد من الطائرات التابعة لشركات طيران دولية. يقع المطار إلى الجنوب من مدينة الشارقة في الطريق إلى مدينة الذيد.

## حكام إمارة الشارقة
| سلالة القاسمي | سلالة القاسمي   | سلالة القاسمي   | سلالة القاسمي                  | سلالة القاسمي               | سلالة القاسمي    |
| #             | تولى الحكم      | ترك الحكم       | الاسم                          | المدة الزمنية               | ملاحظات          |
| ------------- | --------------- | --------------- | ------------------------------ | --------------------------- | ---------------- |
| 1             | 1727م           | 1777م           | راشد بن مطر القاسمي            | 51 سنةً                      |                  |
| 2             | 1777م           | 1803م           | صقر الأول بن راشد القاسمي      | 27 سنةً                      |                  |
| 3             | 1803م           | 1840م           | سلطان الأول بن صقر القاسمي     | 38 سنةً                      | (الفترة الأولى)  |
| 4             | 1840م           | 1840م           | صقر الثاني بن سلطان القاسمي    | 0 سنةً                       |                  |
| 5             | 1840م           | 1866م           | سلطان الأول بن صقر القاسمي     | 27 سنةً                      | (الفترة الثانية) |
| 6             | 1866م           | 14 أبريل 1868م  | خالد الأول بن سلطان القاسمي    | 23 سنةً                      |                  |
| 7             | 14 أبريل 1868م  | مارس 1883م      | سالم بن سلطان القاسمي          | 14 سنةً و11 شهرًا             |                  |
| 8             | 1869م           | 1871م           | إبراهيم بن سلطان الأول القاسمي | 3 سنواتٍ                     |                  |
| 9             | مارس 1883م      | 13 أبريل 1914م  | صقر الثالث بن خالد القاسمي     | 31 سنةً وشهرًا واحدًا          |                  |
| 10            | 13 أبريل 1914م  | 21 نوفمبر 1924م | خالد الثاني بن أحمد القاسمي    | 10 سنواتٍ و7 أشهرٍ و8 أيامٍ    |                  |
| 11            | 21 نوفمبر 1924م | 23 مارس 1951م   | سلطان الثاني بن صقر القاسمي    | 26 سنةً و4 أشهرٍ ويومان       |                  |
| 12            | 23 مارس 1951م   | 21 مايو 1951م   | محمد بن صقر القاسمي            | شهرًا واحدًا و28 يومًا         |                  |
| 13            | 21 مايو 1951م   | 24 يونيو 1965م  | صقر الرابع بن سلطان القاسمي    | 14 سنةً وشهرًا واحدًا و3 أيامٍ  |                  |
| 14            | 24 يونيو 1965م  | 24 يناير 1972م  | خالد الثالث بن محمد القاسمي    | 6 سنواتٍ و7 أشهرٍ             |                  |
| 15            | 25 يناير 1972م  | 25 يناير 1972م  | صقر الرابع بن سلطان القاسمي    | أقل من يوم                  |                  |
| 16            | 25 يناير 1972م  | 17 يونيو 1987م  | سلطان بن محمد القاسمي          | 15 سنةً و4 أشهرٍ و23 يومًا     |                  |
| 17            | 17 يونيو 1987م  | 23 يونيو 1987م  | عبد العزيز بن محمد القاسمي     | 6 أيامٍ                      |                  |
| 18            | 23 يونيو 1987م  | شاغل المنصب     | سلطان بن محمد القاسمي          | 38 سنةً وشهرًا واحدًا و14 يومًا |                  |